# Landsstatshuset, Örebro
Landsstatshuset, i folkmun Skattehuset, i Örebro uppfördes år 1967 av Byggnadsstyrelsen. Det är beläget vid Storgatan 28-30,  mellan Järnvägsgatan och Södra Grev Rosengatan. Arkitekter var Ahlgren-Olsson-Silow Arkitektkontor AB. Arkitekten Sven Holmström svarade för utsmyckningen av entréhallen. Byggnaden är uppförd i stram och rätlinjig 60-talsfunktionalistisk stil. Vid invigningen talade finansminister Gunnar Sträng.
Idag (2011) har bl.a. Skatteverket och IT-företaget Logica lokaler i huset.
Skattetorget är det folkliga namnet på den öppna plats som ligger framför Landsstatshuset. Platsen kom till i samband med byggnationen av Landsstatshuset år 1967. Innan Landsstatshuset byggdes fanns här Marsfältet med Marsfältets skola.